# Alf Bentley (Fußballspieler, 1887)
Alfred „Alf“ Bentley (* 15. September 1887 in Alfreton; † 15. April 1940 ebenda) war ein englischer Fußballspieler.

## Sportlicher Werdegang
Bentley wurde im Dezember 1906 als Profifußballer von Alfreton Town kommend von Derby County verpflichtet. Für den seinerzeitigen Erstligisten stieg er jedoch am Ende der Spielzeit 1906/07 in die Second Division ab. Mit dem Absteiger platzierte er sich im vorderen Mittelfeld und wurde in der Spielzeit 1908/09 mit 24 Saisontoren Torschützenkönig. 1911 wechselte er nach insgesamt 112 Toren für Derby County zu den Bolton Wanderers, die als Tabellenzweiter in die First Division aufgestiegen waren. Für den Klub lief er in den folgenden beiden Spielzeiten in 55 Meisterschaftsspielen auf, dabei erzielte er 16 Tore. Anschließend wurde er zu West Bromwich Albion transferiert, wo er nach Wiederaufnahme des Spielbetriebs nach dem Ersten Weltkrieg in der Spielzeit 1919/20 mit 15 Saisontoren an der Seite von Erstligatorschützenkönig Fred Morris, Jack Crisp, Bobby McNeal, Jesse Pennington und Sammy Richardson zum Gewinn des Meistertitels beitrug. 1922 verließ er den Klub in Richtung Burton Albion, ehe er bei Alfreton Town seine Karriere ausklingen ließ.